# Rebelión de Glinski
La rebelión de Glinski fue una revuelta en 1508 en el Gran Ducado de Lituania por un grupo de aristócratas liderados por el Príncipe Mijaíl Glinski en 1508. Surgió de una rivalidad entre dos facciones de la nobleza durante los últimos años del Gran Duque Alejandro I Jagellón. La revuelta comenzó cuando Segismundo I, el nuevo  Gran Duque, decidió quitarle los cargos a Glinski basándose en los rumores difundidos por Jan Zabrzeziński, el enemigo personal de Glinski. Después de no resolver la disputa en la corte real, Glinski y sus partidarios, en su mayoría parientes, se levantaron en armas. Los rebeldes juraron lealtad a Basilio III de Moscú que estaba librando una guerra contra Lituania.
Los rebeldes y sus partidarios rusos no lograron la victoria militar. Se les permitió exiliarse en Moscú y ocupar sus bienes muebles, pero sus vastas posesiones de tierra fueron confiscadas.

## Origen y progreso

### Antecedentes históricos
A principios del siglo XVI, el Gran Ducado de Lituania perdió alrededor de un tercio de su territorio como resultado de la segunda guerra con Moscovia de 1500 a 1503.
Además, hubo desacuerdos internos sobre una nueva unión con el  Reino de Polonia. Para que entrase en vigor, la «Unión de Miélnik» debía ser ratificada por el Seimas lituano. Los opositores a la unión, entre ellos Mijaíl Glinski y el Gran Duque Alejandro, se negaron a aprobar la unión durante el Seimas de 1505 en  Brest. Los partidarios del sindicato querían ampliar sus propios derechos políticos; la unión limitó en gran medida el poder de la monarquía y en Polonia condujo a la monarquía electiva.
En febrero de 1507, el Seimas en Vilnius decidió exigir la devolución del territorio que había perdido en la guerra anterior con Moscovia, y envió un embajador a Moscú con un ultimátum. El fracaso del embajador fue considerado como casus belli. Moscú actuó primero pero, a pesar de un retraso en la concentración de las tropas lituanas, no logró ningún resultado significativo. Las acciones militares en la primera fase de la guerra, antes de la entrada de los rebeldes en el conflicto, fueron más bien pasivas y no produjeron el resultado deseado para ninguna de las partes.

### Causas
Durante los últimos años del reinado del gran duque Alejandro, Mijaíl Glinski ejerció una considerable influencia en la corte y ocupó el importante puesto de  mariscal de la corte entre 1500 y 1506. El rápido crecimiento de la influencia de Glinski inquietó a la antigua aristocracia lituana, como la familia Radziwiłł, la familia Kęsgaila y especialmente Jan Zabrzeziński, quien se convirtió en el enemigo personal de Glinski. Como fideicomisario del  Gran Duque, Glinski facilitó el ascenso de sus parientes y de otros amigos, lo que fortaleció su posición.
El embajador del emperador alemán, Sigismund von Herberstein, expuso la esencia de la rebelión en sus «Notas sobre los asuntos moscovitas». La causa de la disputa entre Glinski y Zabrzeziński, pensó, era que el  voivoda de Trakai, Zabrzeziński, había ordenado golpear al sirviente de Glinski porque el este fue enviado por segunda vez a buscar avena para los caballos reales en Trakai. Glinski, que tuvo una gran influencia en el Gran Duque, se las arregló para que Zabrzeziński se viera privado de dos puestos, incluido el  voivodato, a pesar de que esos puestos, una vez otorgados, rara vez se llevaban a cabo. Herberstein informó que, aunque posteriormente se reconciliaron con lo cual Zabrzeziński retuvo un tercer puesto, a pesar de ello, Zabrzeziński todavía guardaba rencor contra Glinski.
Según el historiador polaco del siglo XVI Maciej Stryjkowski y la crónica anónima del siglo XVI el Bychowiec Chronicle, el conflicto entre Glinski y Zabrzeziński comenzó después de que Glinski lograra el despido del vicario de Lida Yuri Ilyínich y el nombramiento de Andréi Drozhdzh, el primo de Glinski, en su lugar. Yuri Ilyínich se quejó ante el «Consejo de los Lores» de que sus derechos habían sido violados. El Consejo, incluido Zabrzeziński, que era miembro, apoyó a Ilyínich, se negó a confirmar el nombramiento y llamó  plebeyo a Drozhdzh. También llamaron la atención sobre el privilegio de entronización de Alejandro, que decía que solo la privación del escudo de armas justificaba el despido. Alexander, enojado por la desobediencia, instó a los señores a acudir a la Seimas de  Brest donde les ordenó encarcelar a Ilyinich y exigió a los señores no aparecer ante sus ojos. A pesar de la descripción y la cronología de las crónicas, los historiadores han observado que Zabrzeziński cayó en desgracia debido a que era un partidario activo de la ratificación de la Unión de Mielnik, que se vio frustrada en los Seimas de Brest. Krzysztof Pietkiewicz declaró que en 1503 Glinski ya había acusado a Zabrzeziński de planear un asesinato.
El 6 de agosto de 1506, Glinski triunfó sobre el ejército del Kan de Crimea cerca de Kletsk. El 19 de agosto, murió el Gran Duque Alejandro I Jagellón. En las elecciones, Glinski apoyó a Segismundo I, el hermano menor de Alejandro. Sin embargo, bajo la influencia de los rumores difundidos por Zabrzeziński, Segismundo privó a Glinski y sus hermanos Iván y Vasili de sus puestos. Según Herberstein, quien llamó a Glinski y Konstanty Ostrogski dos personas especialmente famosas del Gran Ducado, describió la situación de la siguiente manera:

Después de la muerte del rey, despertó nuevamente el odio que había sido enterrado en la mente de Iván [Jan], debido a que había sido privado de su palatinado por la influencia de su antagonista. La consecuencia fue que este, con sus cómplices y amigos, fue acusado de traición al rey Segismundo, quien había sucedido a Alejandro, fue calumniado por algunos de sus rivales y declarado traidor a su país. El Knes Michael [Príncipe Mijaíl], dolido por una lesión de ese tipo, a menudo hacía llamamientos al rey, y exigió que la causa se juzgara equitativamente entre él y Saversinski [Zabrzeziński], declarando que luego podría librarse de tan pesado un cargo; pero al ver que el rey no escuchaba su petición, fue a Hungría a ver a Vladislao II, el hermano del rey. Desde allí envió cartas y mensajeros al rey, implorando que reconociera su súplica; pero cuando descubrió que todos sus esfuerzos no sirvieron de nada ...

Glinski pidió ayuda al rey checo y húngaro Vladislao II y al  kan de Crimea Mengli Giray. Vladislao II envió  embajadores al Gran Duque Segismundo preguntando por la completa satisfacción de Glinski. Mengli Giray envió a Segismundo un mensaje exigiendo la restauración de Glinski como el Mariscal de la Corte y, en caso de incumplimiento, amenazó con romper la «hermandad» o alianza militar que tenía con el.

En 1507, el canciller polaco Jan Laski advirtió a Glinski que nunca estaría a salvo debido a la amenaza de la nobleza lituana. Al mismo tiempo, el vicecanciller Maciej Drzewicki argumentó que Laski incitó intencionalmente a Glinski a la revuelta. Pero según el historiador estadounidense Stephen Christopher Rowell, Drzewicki siempre consideró a Laski como la causa de todos los disturbios bajo el reinado de Sigismundo creyendo que era una especie de «genio del mal». Según Herberstein, Glinski enfurecido por la indignidad que se le ofreció, le dijo al rey que debería resentirse de tan infame conducta y que él mismo algún día viviría para arrepentirse...

### Comienzo
Glinski comenzó a difundir rumores de que las autoridades tenían la intención de hacer proselitismo entre todos los  cristianos ortodoxos hacia el  catolicismo y que aquellos que se negaban a convertirse serían ejecutados, a pesar de que él mismo era católico. Como prueba, se basó en la declaración de Fiódor Kolontáiev, quien supuestamente había recibido información de Ivan Sapieha. Más tarde, bajo juramento, Kolontáiev negó haber dicho algo como esto a Glinski. Según el historiador ruso Mijaíl Krom, el príncipe Glinski no fue sincero en sus declaraciones. Así, en 1509, mientras permanecía católico, Glinski informó en una carta al  emperador Maximiliano que prefería no declarar su verdadera fe hasta lograr el regreso de su posición anterior y, por lo tanto, le pidió perdón al emperador, a la Iglesia Romana y a todos los católicos.
Aprovechando la partida de Segismundo al Sejm en Cracovia, Glinski reunió a sus «hermanos y amigos» y les habló de sus intenciones. Por sus espías sabía que su enemigo, Jan Zabrzeziński, estaba en su mansión cerca de Grodno. El 2 de febrero de 1508, Glinski y una cohorte de 700 jinetes cruzaron el río Neman y rodearon la mansión. Entonces, el amigo de Glinski, German Shlyaynits, irrumpió con su gente en la casa solariega. Zabrzeziński fue atrapado saliendo de su cama y decapitado por orden de Glinski por un musulmán no identificado. Fue el comienzo de la rebelión.
Habiendo lidiado con su principal enemigo, Glinski, quien según el historiador polaco Maciej Stryjkowski tenía 2000 soldados, envió unidades por toda Lituania e hizo un intento de tomar el Castillo de Kaunas. El 21 de febrero, el Gran Duque Segismundo envió una carta al  kan de Crimea con el objetivo de enredar a Glinski con él. El mayor enemigo de Mengli Giray el Kan de la Gran Horda, Sheij Ahmed, fue encarcelado en el Castillo de Kaunas y Segismundo alegaron que Glinski tenía la intención de liberarlo. Después de no poder tomar el castillo de Kaunas, Glinski trasladó sus fuerzas a Navahrúdak y luego a Vilna. Pero, después de saber que la ciudad ya estaba preparada para la defensa, regresaron a su propiedad principal en Túrov.
En Túrov, Glinski negoció con el Gran Duque Segismundo, que en ese momento estaba en Cracovia y con el «Consejo de los Señores» en Vilnius. El Gran Duque le envió a Túrov a su hombre Jan Kostevich. Kostevich le entregó a Glinski la promesa del gran duque de resolver su conflicto con los Señores. Pero la familia Glinski no confiaba en el enviado del gran duque, insistiendo en que uno de los nobles lituanos más influyentes, Albertas Goštautas, fuera enviado en su lugar y declarando que esperarían su llegada hasta el 12 de marzo.
No está del todo claro cuándo la familia Glinski comenzó las negociaciones con Moscú. Según  Herberstein, Wapowski, Stryjkovsky, la Crónica de Lituania y Samogitian, la iniciativa para iniciar negociaciones con Moscú provino de la familia Glinski, quien incluso antes del asesinato de Zabrzeziński envió un mensajero con una carta al Gran Duque. «Justus Ludwik Decjusz Chronicle» fecha esto hasta el momento después del asesinato. Esta versión es apoyada por el hecho de que las negociaciones de Glinski con Moscú no se mencionan en la carta de Segismundo a  Mengli Giray con fecha del 21 de febrero de 1508. En una carta a Basilio III, Mijaíl Glinski le dijo que juraría fidelidad a Moscú si Basilio emitía una carta que garantizaba la protección de sus propiedades. Glinski aceptó servir con todas las fortalezas que ya tenía y las que podría tomar por la fuerza o la persuasión. Basilio III, que había escuchado mucho sobre las habilidades del Príncipe, aceptó la oferta y envió una carta de acuerdo hecha de la mejor manera posible a Glinski. El historiador ruso Mijaíl Krom, teniendo en cuenta la discrepancia entre las fuentes, data de la llegada del enviado de Mijaíl a Moscú hasta marzo de 1508.
El ruso Vremennik, una fuente muy detallada sobre el progreso de la rebelión, con una protografía creada a mediados del siglo XVI, contiene una versión diferente de los eventos. Un autor desconocido señala el hecho de que las negociaciones no fueron iniciadas por Mijaíl, sino por el propio Basilio III. Esta fuente informaba sobre la llegada del enviado de Moscú Mitya Gubá Moklokov a la familia Glinski con una carta de invitación al servicio de Basilio III con sus tierras ancestrales. Los hermanos Glinski no esperaron la respuesta del Gran Duque Segismundo y enviaron a su hombre Iván Priezhzhy a Moscú con cartas pidiendo ser acogidos al servicio de Moscú y defenderlos a ellos y sus propiedades.

### En el servicio de Moscú

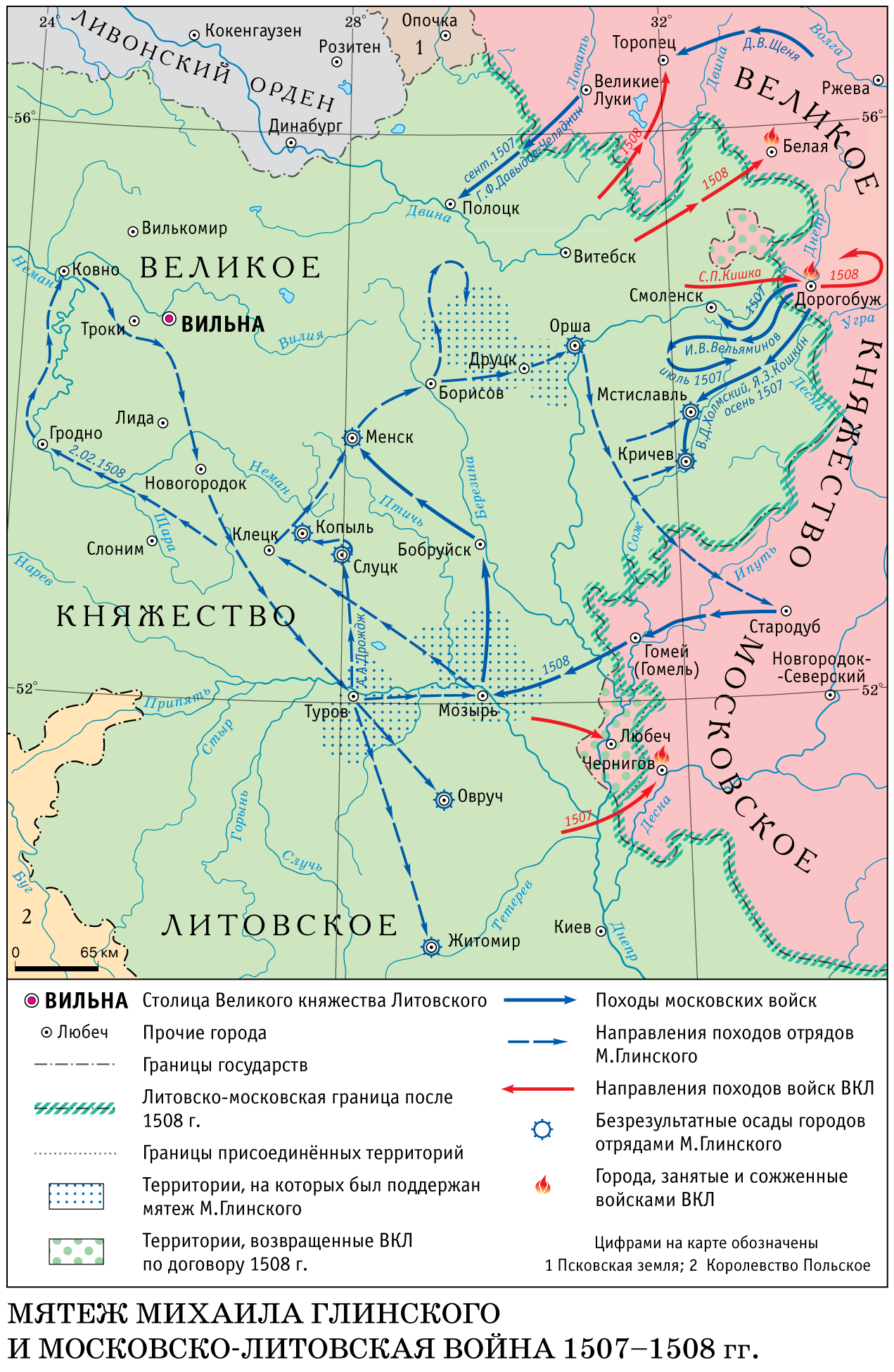
Mapa histórico de Víktor Témushev
(Темушев, Виктор Николаевич)

Después de enviar al emisario, Glinski se mudó a Mazyr, donde su primo Jakub Ivashintsov desempeñaba de vicepresidente. Probablemente por esta razón la ciudad fue entregada por Ivashintsov sin ninguna resistencia. Según Bernard Wapowski, Mijaíl Glinski fue saludado solemnemente en Mazyr por el clero ortodoxo.
En ese momento, el embajador de Crimea, Hozyash Mirzá, vino a ver a la familia Glinski con una propuesta para pasarse bajo el servicio de Mengli Giray. El embajador de Crimea prometió Kiev a los príncipes con sus tierras circundantes. Glinski rechazó esta oferta, probablemente debido al hecho de que Moklokov ya había traído una respuesta de Basilio III. El Gran Príncipe de Moscú, la familia Glinski, se puso a su servicio y prometió darles todas las ciudades que se tomarían en Lituania. Notificó sobre el envío de ayuda con los  voivodas Vasili Shemyáchich, Iván Odóevski, Andréi y Semión Trubetskói, Iván Repnya-Obolenski, Iván Vorotynski, Andréi Sabúrov, Aleksandr Olenka y muchos otros de sus comandantes con mucha gente. Glinskis y sus seguidores, la mayoría de los cuales eran sus parientes o lo servían, juraron a Basilio III besando la cruz, frente a Moklokov. La deserción de Glinski transformó la naturaleza de la rebelión de un asunto lituano interno en un episodio de la  guerra lituano-rusa. Esta fue probablemente una buena coyuntura para Basilio III que quería cambiar el curso de la guerra que no le estaba yendo demasiado bien.
La información sobre el curso de la rebelión después de que Mazyr fue tomada es contradictoria. Según Mijaíl Krom, hay una gran discrepancia entre la información de fuentes tempranas y posteriores. Considera fieles las descripciones de los acontecimientos de la primavera-verano de 1508 a partir de las crónicas de Decius y Wapowski, del ruso Vremennik y de las cartas de Segismundo y Mijaíl. Según estas fuentes, las unidades rebeldes no habían tomado ninguna ciudad excepto Mazyr. Mientras que en las fuentes posteriores: Stryjkowski, Bielskys y las Crónicas lituanas, Glinski fue acreditado por  tomar Túrov, Orsha, Krýchov y Gómel, aunque se sabe que Túrov estaba originalmente en su poder y Gómel había pertenecido a Moscú desde 1500.
Según Stryjkowski, mientras Mijaíl intentaba capturar Kletsk y Gómel, su hermano Basilio operaba en la región de Kiev. Basilio supuestamente sin éxito asedió Zhitómir y Óvruch e instó a la nobleza ortodoxa local a unirse a la rebelión, prometiendo que cuando Mijaíl se convierta en el Gran Duque, reviviría la «monarquía de Kiev».  De otras fuentes solo sabemos que las unidades rebeldes estaban en la región de Kiev. La evidencia es la apelación de Lev Tishkévich al Gran Duque, emitida el 7 de junio de 1508. Tishkévich se quejó de que Glinski había arrasado su propiedad cerca de Kiev.
En junio de 1508, las tropas moscovitas comenzaron a venir de diferentes direcciones. El 11 de junio, Mijaíl Glinski se mudó de Kletsk a Minsk, donde el destacamento de Dmitri Zhizhemski había sido enviado previamente. Al mismo tiempo, las tropas de Vasili Shemyáchich llegaron a Minsk desde Babruysk. El asedio conjunto de Minsk comenzó, duró dos semanas y terminó en fracaso, a pesar de que Mijaíl escribió en su carta a Basilio III que la guarnición de la ciudad era solo treinta soldados y había ... muy poca gente en la ciudad. Después del fracaso del sitio, Glinski se trasladó a Barysaw donde funcionó hasta la llegada de las tropas lituanas.
Las unidades de Mijaíl Glinski operaban en áreas extensas. Llegaron a Vilnius y Novogrúdok, donde se unieron a las tropas moscovitas de los voivodas Andréi Trubetskói y Andréi Lukomski. Mientras tanto, las tropas lituanas no resistieron a los rebeldes, solo hubo rumores de que «los Señores habían estado en Lida y se habían mudado a Novogrúdok y el Rey [Segismundo I] supuestamente ... se había mudado de Polonia a Brest».
El 12 de junio, el príncipe Andréi Drozhdzh fue enviado a Slutsk con las tropas. Después del fallido intento de capturar Slutsk, Drozhdzh se mudó a Kapyl y asedió la ciudad, pero este asedio tampoco tuvo éxito. Según Stryjkowski, aunque esto es contrario a la carta de Glisnki a Basilio III, Slutsk fue asediado por el mismo Glisnki. Stryjkowski notó la leyenda de que, al no estar casado, Glinski tenía la intención de obligar a la viuda, la princesa Anastasia, de Slutsk a casarse con él. Esto le daría la oportunidad de reclamar el trono de la «monarquía de Kiev» cuando los príncipes de Slutsk descendieron del príncipe de Kiev Olelko Vladímirovich.
Uno de los pocos éxitos rebeldes fue conseguir que los Príncipes de Drutsk se unieran a la rebelión. Desde Drutsk, las fuerzas de Shemyátich y Glinski, así como las tropas de Shchenya, se retiraron a Orsha. Dispararon sobre la ciudad con cañones pero no infligieron ningún daño. A mediados de julio, las fuerzas lituanas, compuestas por unos 15 000 o 16 000 soldados bajo el liderazgo de Konstanty Ostrogski llegaron a Orsha. Los dos ejércitos se enfrentaron entre el 13 y el 22 de julio, pero no se atrevieron a comenzar la batalla. Después de abandonar el sitio de Orsha, las tropas de Moscú se mudaron a Mstsislaw, devastaron el área y luego se retiraron a Vyazma. Glinski y sus seguidores se retiraron a Starodub, que pertenecía al Gran Príncipe de Moscú.

## Debilitamiento y resultados
Desde Starodub, Glinski se mudó a Póchep, donde Mijaíl dejó a sus seguidores y su hacienda con los príncipes Dmitri Zhizhemski, Iván Ozeretski y Andréi Lukomski y fue a ver al Gran Príncipe en Moscú con la esperanza de recibir apoyo militar. El Gran Príncipe Basilio III otorgó a Glinski Maloyaroslavets, Medýn y pueblos cercanos a Moscú, además de otros obsequios. Entonces Basilio III lo dejó regresar a sus propiedades en el Gran Ducado de Lituania y envió al voivova Vasili Nesvitski «con la gente junto con muchos pischalniks» como apoyo.
Al regresar a Mazyr, Mijaíl quería continuar la lucha, pero las negociaciones de paz entre Rusia y Lituania pero del 8 de octubre llevaron a la firma de la «paz perpetua». La paz exigía un retorno al statu quo ante bellum y el reconocimiento lituano de los logros de Moscú en las guerras anteriores. A Glinski y sus seguidores se les dio el derecho de ir a Moscú con todos sus bienes muebles. Las vastas posesiones de tierra de los rebeldes en el Gran Ducado de Lituania estaban sujetas a confiscación, aunque Segismundo I ya había comenzado a distribuirlas entre sus partidarios en abril de 1508. El principal dominio de Glinski, Túrov, fue otorgado a Príncipe Konstanty Ostrogski. A finales de 1508, Mijaíl Glinski se mudó a Moscú, donde recibió Maloyaroslavets como feudo y Bórovsk en kormlenie (alimentación). Medýn fue otorgado a Iván Glinski.
Según el historiador Mijaíl Krom, la ruta seguida por la rebelión muestra que Glinski no tenía ningún plan para la guerra y se precipitó de una empresa sombría a otra. Los eventos de Minsk muestran que Glinski no tenía una fuerza militar significativa. El objetivo principal de Glinski, reclamar la alta posición que había tenido en el Gran Ducado de Lituania, no se logró.

## Rebeldes
El tamaño real de las fuerzas rebeldes es desconocido. Stryjkowski notó que, al comienzo de la rebelión, Glinski tenía 2000 soldados. Según la Crónica de Lituania y Samogitian, tenían 3000 jinetes.
Las fuentes históricas contienen información sobre 52 rebeldes y al menos 26 de ellos pertenecían a la familia Glinski, eran sus parientes, criados o  clientes. Se mencionan once príncipes en el periódico digital ruso «Vremennik» entre los que fueron con Mijaíll a Moscú. Cinco de ellos eran de la familia Glinski: sus tres hermanos Iván, Vasili, y Mijaíl (hijos de Lev Glinski), así como Dmitri e Iván Glinski. Dos de estos once fueron Dmitri y Vasili Zhizhemski (parientes de Glinski). Los cuatro príncipes restantes fueron Iván Kozlovski (según la fuente, él sirvió a los Glinski), Vasili Muncha, Iván Ozeretski y Andréi Drutski. El resto de los rebeldes mencionados en el ruso Vremennik no tenían título: los primos de Mijaíl Andréi Drozhdzh, Piotr Drozhdzh y Jakub Ivashintsov, Semión Aleksándrov con los niños Mijaíl y Borís, Mijaíl Gaguin, el diácono Nikolski, los hermanos Piotr y Fiódor Furs, Iván Mátov, Svyatosha, Demenya, Izmaylo Túrov, Voin Yatskóvich y tres de los retenedores de Mijaíl de la familia Krizhin. Según Aleksandr Zimín, en Moscú la mayoría de ellos formaron una camarilla social conocida como Litvá dvoróvaya o «Corte de Lituania».

## Evaluación
La evaluación de la Rebelión de Glinski es controvertida. A finales del siglo XIX y principios del siglo XX hubo discrepancias en los diferentes enfoques para comprender la rebelión, así como en los hechos individuales de las cuentas. Historians Volodymyr Antonovych, Los historiadores Volodymyr Antonovych, Matvey Liubavsky, Myjailo Hrushevski y Mitrofán Dovnar-Zapolski aunque notaron la estrechez de la rebelión, lo describieron como una lucha entre «los de Rusia» y los de «orígenes lituanos» en el Gran Ducado de Lituania,  y también como una lucha cristiana ortodoxa contra el proselitismo católico. Athanasy Yarushevichru, por otro lado, llamó a la rebelión el gran desorden de las masas y un asunto de toda Rusia, pero esta evaluación fue fuertemente disputada por Liubavsky.
Mientras tanto, los historiadores polacos Ludwik Finkel, Oskar Halecki, Ludwik Kolankowski, y el historiador ruso Alexander Presnyakov negaron que la rebelión tuviera aspectos étnicos y religiosos y consideraron a Mikhail Glinski un distribuidor sombreado, apoyado solo por sus dependientes.
En la historiografía soviética prevaleció el concepto presentado por el historiador Anatoli Kuznetsov. Este concepto sigue la interpretación propuesta por Yarushévich: que la rebelión de Glinski se considera una «rebelión de las masas», dirigida a la liberación del pueblo ruso de la autoridad de la Lituania católica.  El prominente historiador soviético Aleksandr Zimín, si bien se adhirió a este enfoque, agregó algunos ajustes significativos. Zimín creía que la gente simpatizaba con la idea de la rebelión, pero los príncipes no querían utilizar el movimiento popular de bielorrusos y ucranianos para la reunificación con Rusia, lo que provocó el fracaso del levantamiento. Otro influyente historiador soviético, Borís Florya, señaló que la población no solo no apoyó la rebelión, sino que no apoyó ni siquiera la política unificadora general del estado ruso en el siglo XVI. Él creía que la rebelión fue causada por los señores feudales que persiguieron sus propios intereses y generalmente tomaron «la posición antinacional».
La situación cambió después de la disolución de la Unión Soviética. En 1992, el historiador ruso Mijaíl Krom publicó un artículo en el que rechazaba por completo el concepto Yarushévich-Kuznetsov. Krom consideró la Rebelión como una empresa sombría, causada por el deseo de Mijaíl y sus hermanos de recuperar su posición perdida. Concluyó que la mayoría de los príncipes ortodoxos estaban satisfechos con la situación en el Gran Ducado de Lituania y no se esforzaron por separarse. Mijaíl Krom señaló que en las primeras fuentes no hay connotaciones étnicas o religiosas para los eventos. Estas connotaciones aparecen solo en los escritos de finales de la década de 1560 y 1590, cuando las diferencias étnicas e interconfesionales en el Gran Ducado de Lituania empeoraron bruscamente y el pasado fue reinterpretado en forma de confrontación Ortodoxo-Católica.
Las razones étnicas o religiosas para la rebelión también son rechazadas por el historiador estadounidense Stephen Christopher Rowell, quien señaló que los partidarios de Glinski estaban limitados a sus familiares y clientes, y la rebelión en sí misma era una apuesta en el sentido de que no existía ningún plan y las acciones tenían diferentes propósitos. Stephen Rowell creía que Glinski no se oponía al monarca, ya que se consideraba vasallo  al comienzo de la rebelión, sino a Zabrzeziński y sus partidarios directamente.
El historiador polaco Jan Tęgowski vio las causas de la rebelión en ausencia de lazos familiares entre la familia Glinski y las élites estatales representadas por Radziwiłł, Zabrzeziński, Kishka y Kęsgaila. Esto causó desacuerdo entre Mijaíl y Jan Zabrzeziński, y entre Mijaíl y el Consejo de los Lores en su conjunto.
Según el historiador bielorruso Makar Shnip, a principios del siglo XVI no existían agrupaciones políticas basadas en etnorreligios en el Gran Ducado de Lituania. La causa del levantamiento de Glinski fue el enfrentamiento entre Mijaíl y Jan Zabrzeziński sobre diferentes asuntos económicos y políticos, así como la renuencia del  Gran Duque Segismundo a resolver el caso en la corte y su decisión de despojar a Mijaíl y sus hermanos de sus cargos. Los historiadores bielorrusos consideran que la rebelión en sí misma fue espontánea, con el objetivo de alcanzar los objetivos personales de Glinski, sin ideas sociopolíticas específicas.